# Baie-James-Wasserkraftprojekt

Karte der Kraftwerke und des Hochspannungs-Leitungsnetzes von Hydro-Québec (2008). Die Kraftwerke des Baie-James-Wasserkraftprojekts befinden sich links der Bildmitte.

Als Baie-James-Wasserkraftprojekt (französisch Projet de la Baie-James) wird eine Gruppe von neun Wasserkraftwerken im Norden der kanadischen Provinz Québec bezeichnet. Sie befinden sich in der Region Jamésie im Einzugsgebiet des La Grande Rivière, eines 893 Kilometer langen Flusses, der in die James Bay (französisch Baie James) fließt. Seit den 1970er Jahren errichtete die Société d’énergie de la Baie-James, eine Tochtergesellschaft des staatlichen Energieversorgungsunternehmens Hydro-Québec, elf Kraftwerke. Diese besitzen eine installierte Leistung von zusammen 17.445 MW. Das Baie-James-Wasserkraftprojekt generiert damit rund die Hälfte der gesamten Elektrizitätsproduktion in Québec und übertrifft beispielsweise jene von Belgien.

## Geographische Situation
Die Region um die James Bay, auch als Jamésie bekannt, erstreckt sich über eine Fläche von 350.000 km² – begrenzt durch den 49. und 55. nördlichen Breitengrad, die James Bay im Westen und die Wasserscheide zum Einzugsgebiet des Sankt-Lorenz-Stroms im Osten. Das Gelände des Gebiets ist wenig ausgeprägt und lässt sich in drei Regionen unterteilen: eine 150 km breite Küstenebene, eine hügelige Hochebene von maximal 400 Höhenmetern und die Monts Otish im Osten mit Bergen zwischen 900 und 1100 Höhenmetern.
Das Gebiet ist Teil des Kanadischen Schilds und ruht auf einem Sockel aus magmatischem und metamorphen Gestein aus dem Präkambrium. Die Erosion während der vergangenen Kaltzeiten, die letzte endete vor 6000 Jahren, prägte das Geländerelief nachhaltig. Dabei hinterließen die zurückweichenden Gletscher Ablagerungen von Sedimenten wie Tonminerale, Schluff und Sand. Dadurch änderte sich auch das Flusssystem des Gebiets. Die natürliche Seismizität ist gering. Hingegen verursachte das Auffüllen der Stauseen vereinzelt kleinere Erdbeben. So kam es 1983 zu einem Erdbeben der Stärke 4 rund 50 km nördlich des Hauptdamms von La Grande-3.
Das Klima der Region Jamésie ist subarktisch. Die Winter sind lang und dauern durchschnittlich vom 22. Oktober bis zum 4. Mai. Die Sommer sind kurz und mild, mit einer durchschnittlichen Temperatur von 13,6 °C im Juli, während diese im Januar auf −22,9 °C sinkt. Die jährliche Niederschlagsmenge beträgt 765 mm, davon ein Drittel in Form von Schnee. Am heftigsten regnet es im Sommer, im Winter beträgt die Höhe der Schneedecke 50 bis 100 cm. Die Niederschlagsmenge ist markant niedriger als beispielsweise in Montreal, wo sie 1050 mm/Jahr beträgt.

## Planungsgeschichte

### Erkundung

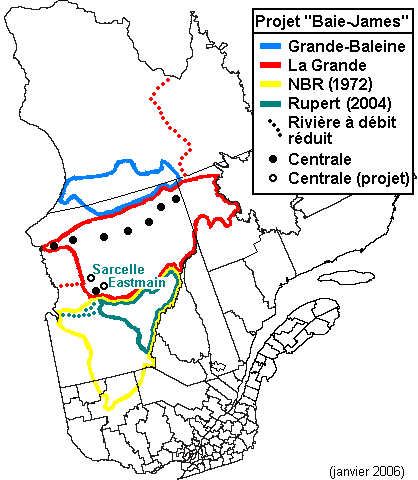
Übersicht der Erkundungsgebiete

Im Auftrag der Shawinigan Water and Power Company (SW&P) nahm ein Team um H. M. Finlayson zwischen 1950 und 1959 hydrologische Untersuchungen am Rivière Nottaway, am Rivière Broadback und am Rivière Rupert vor (zusammen als NBR bezeichnet). Zu den untersuchten Optionen gehörte die mögliche Umleitung dieser Flüsse in den Rivière Saint-Maurice (und somit in das Einzugsgebiet des Sankt-Lorenz-Stroms), um die Leistung der acht dort befindlichen Kraftwerke der SW&P zu erhöhen.
Mit der Verstaatlichung mehrerer privater Gesellschaften im Jahr 1963, darunter der SW&P, gelangte die staatliche Hydro-Québec in den Besitz der von Finlayson durchgeführten Voruntersuchungen zum Wasserkraftpotenzial der Flüsse an der James Bay. Zunächst standen jedoch andere Projekte im Vordergrund, da sie leichter und kostengünstiger zu verwirklichen waren. Hydro-Québec ließ das große Potenzial der Flüsse im Norden vorerst ungenutzt und setzte nur minimale Ressourcen ein. 1965 sah das Forschungsprogramm des Unternehmens Erkundungen zwischen dem 52. und 55. nördlichen Breitengrad sowie hydrografische Untersuchungen in diesem Gebiet vor.
Ab 1967 intensivierte Hydro-Québec die Untersuchungen am La Grande Rivière und am Rivière Eastmain. Dutzende, später Hunderte von Personen wurden mit Hubschraubern und Wasserflugzeugen in die unzugängliche Region gebracht. Dort führten sie geodätische Messungen und geologische Studien durch, um geeignete Standorte für mögliche Wasserkraftwerke zu ermitteln. Wegen Budgetkürzungen sah sich Hydro-Québec Ende 1967 gezwungen, die Erkundungstätigkeiten markant zu reduzieren. Obwohl diese zwischen 1968 und 1970 nur noch sporadisch stattfanden, hielt das Unternehmen die Planungs- und Analysearbeiten aufrecht, da die bisher gesammelten Daten ein großes Entwicklungspotenzial versprachen.

### „Projekt des Jahrhunderts“

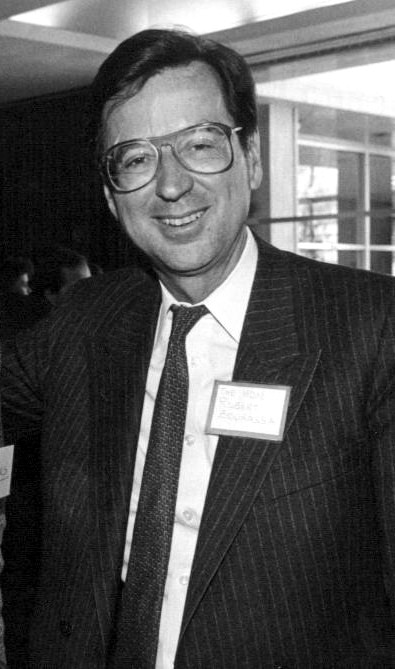
Robert Bourassa

Robert Bourassa, ein Abgeordneter der Nationalversammlung von Québec, traf sich im Dezember 1969 mit Roland Giroux, dem Präsidenten von Hydro-Québec, zu einem Arbeitsessen. Bourassa, der sich damals um den Vorsitz der Parti libéral du Québec bewarb, war daraufhin zunehmend davon überzeugt, dass ein großes Wasserkraftprojekt in der Region Jamésie umsetzbar und wünschenswert sei. Einen Monat später wurde er zum neuen Vorsitzenden der Liberalen gewählt. Er machte den Ausbau der Wasserkraft zu einem zentralen Bestandteil des anschließenden Wahlkampfs. Im April 1970 konnten die Liberalen die Wahlen zur Nationalversammlung für sich entscheiden.
Für den früheren Ökonomen und neuen Premierminister Bourassa stellte das Baie-James-Wasserkraftprojekt die Lösung zweier Probleme dar. In seinem 1985 veröffentlichten Essay L’énergie du Nord („Die Energie des Nordens“) führte er aus, dass die wirtschaftliche Entwicklung Québecs auf der Erschließung der natürlichen Ressourcen basiere. Darüber hinaus hatte er 1969 die Berechnung angestellt, dass die Nachfrage nach Elektrizität bis 1983 das Angebot um 11.000 MW übertreffen werde. Diese Einschätzung stimmte mit Voraussagen überein, die Hydro-Québec damals gemacht hatte. Sechs Monate nach der Wahl begann Bourassa zusammen mit seinem Berater Paul Desrochers an den Details zu arbeiten. Nachdem sie im September 1970 das Management von Hydro-Québec über den neuesten Stand informiert hatten, reiste er inmitten der Oktoberkrise nach New York, um Verhandlungen über die Finanzierung des Projekts zu führen.
Bourassa stellte im März 1971 seinen Plan dem Kabinett vor und empfahl, die Koordination der Bauarbeiten der US-amerikanischen Bechtel Corporation zu übertragen. Als Datum der öffentlichen Bekanntmachung wählte die Regierung den 30. April 1971, den Jahrestag der Amtsübernahme, als Ort eine Parteiversammlung im Petit Colisée in der Provinzhauptstadt Québec. Vor 5000 Anwesenden versprach Bourassa, das „Projekt des Jahrhunderts“ (projet du siècle) werde 100.000 Arbeitsplätze schaffen. Gemäß Berichten von Journalisten soll die Versammlung mit „Szenen von unbeschreiblichem Enthusiasmus“ zu Ende gegangen sein.

### Widerstand der Nuklearlobby
Unmittelbar danach wurden Stimmen gegen das Projekt laut. Seit mehreren Jahren war eine Lobby aktiv, die für die Förderung der Kernenergie eintrat. Sie umfasste Vertreter der Bundesregierung, der Atomic Energy of Canada Limited und auch von Hydro-Québec selbst. Erstmals in Erscheinung getreten war sie 1965, nachdem die Provinzregierung sich dazu entschlossen hatte, in das Wasserkraftwerk Churchill Falls zu investieren. Verschiedene hochrangige Vertreter der oppositionellen Parti Québécois sprachen sich ebenfalls gegen Bourassas Projekt aus.
Die Geschäftsleitung von Hydro-Québec hielt eisern am Wasserkraftprojekt fest. Präsident Roland Giroux argumentierte, internationale Großinvestoren seien „der Kernenergie gegenüber noch immer skeptisch. Wenn wir ihnen ein gutes Wasserkraftprojekt präsentieren, und Baie-James ist eines, dann werden wir bald sehen, wo ihre Prioritäten liegen.“ Ingenieur Robert A. Boyd wies auf die Unsicherheiten hin, mit denen die Kernenergie damals konfrontiert war. Er empfahl, einen gewissen Grad an Fachwissen in diesem Gebiet beizubehalten, sprach sich aber dafür aus, den Bau von Kernkraftwerken möglichst lange hinauszuzögern.
Bourassa erhielt unerwartete Schützenhilfe, als Alexei Kossygin, Ministerpräsident der Sowjetunion, Montreal im Oktober 1971 besuchte. Kossygin lobte das Projekt und äußerte Bedenken bezüglich des Kernenergieprogramms seines eigenen Landes. Die Sowjetunion habe diese Technologie entwickeln müssen, da das Land nicht über genügend geeignete Flüsse verfüge, um ausreichend Wasserkraftwerke und Dämme zu errichten. Die Nuklearlobby verlor zunehmend an Einfluss. Bourassa schrieb 1985 in L’énergie du Nord, bereits im Dezember 1969 hätten die Untersuchungen klar gezeigt, dass die Wasserkraft wirtschaftlicher als die Kernenergie sei.

### Einflussnahme von Hydro-Québec
Am 23. Juni 1971 brachte die Regierung einen Gesetzentwurf ein, der die Schaffung der Société de développement de la Baie James (SDBJ) vorsah. Nach dem Vorbild der Tennessee Valley Authority sollte sie die wirtschaftliche Erschließung der Region Jamésie planen und umsetzen. Bourassa war davon überzeugt, dass die Bauarbeiten von Privatunternehmen ausgeführt werden müssten und dass Hydro-Québec nur eine Minderheitsbeteiligung halten solle. Er misstraute dem einflussreichen Staatsbetrieb, der in den 1960er Jahren zum führenden Unternehmen Québecs aufgestiegen war. Der Historiker Paul-André Linteau schreibt, Hydro-Québec sei damals wie ein „Staat im Staat“ aufgetreten.
Die Unternehmensleitung wehrte sich dagegen, ins zweite Glied abgeschoben zu werden, und übte ihrerseits Einfluss auf politische Entscheidungsträger und Medien aus. Eine Führungsrolle des Unternehmens sei notwendig, um das Vertrauen der Finanzmärkte zu gewinnen. Die Bemühungen trugen Früchte, als die Vorsitzenden zweier Oppositionsparteien und der Verleger von Le Devoir die Regierung kritisierten, ob es denn wirklich notwendig sei, ein „zweites Hydro“ zu schaffen, um die Flüsse des Nordens zu erschließen. Nach einer lebhaften Debatte verabschiedete die Nationalversammlung am 14. Juli 1971 das Gesetz 50, welches die SDBJ ins Leben rief und sie mit der Erschließung des 350.000 km² großen Gebiets zwischen dem 49. und 55. Breitengrad beauftragte.
Auf Drängen der Opposition hatte die Regierung einer Mehrheitsbeteiligung von Hydro-Québec zugestimmt. Das Unternehmen wollte jedoch bei der Umsetzung des Baie-James-Projekts freie Hand haben und übte weiterhin Druck aus. Am 21. Dezember 1971 schuf die Regierung als Tochtergesellschaft der SDBJ zusätzlich die Société d’énergie de la Baie James (SEBJ), verantwortlich für die Projektplanung und die Bauarbeiten an den Wasserkraftanlagen. Hydro-Québec war Mehrheitsaktionär und übernahm 1978 die vollständige Kontrolle; seither ist die SEBJ eine 100-prozentige Tochtergesellschaft.

### Standortwahl

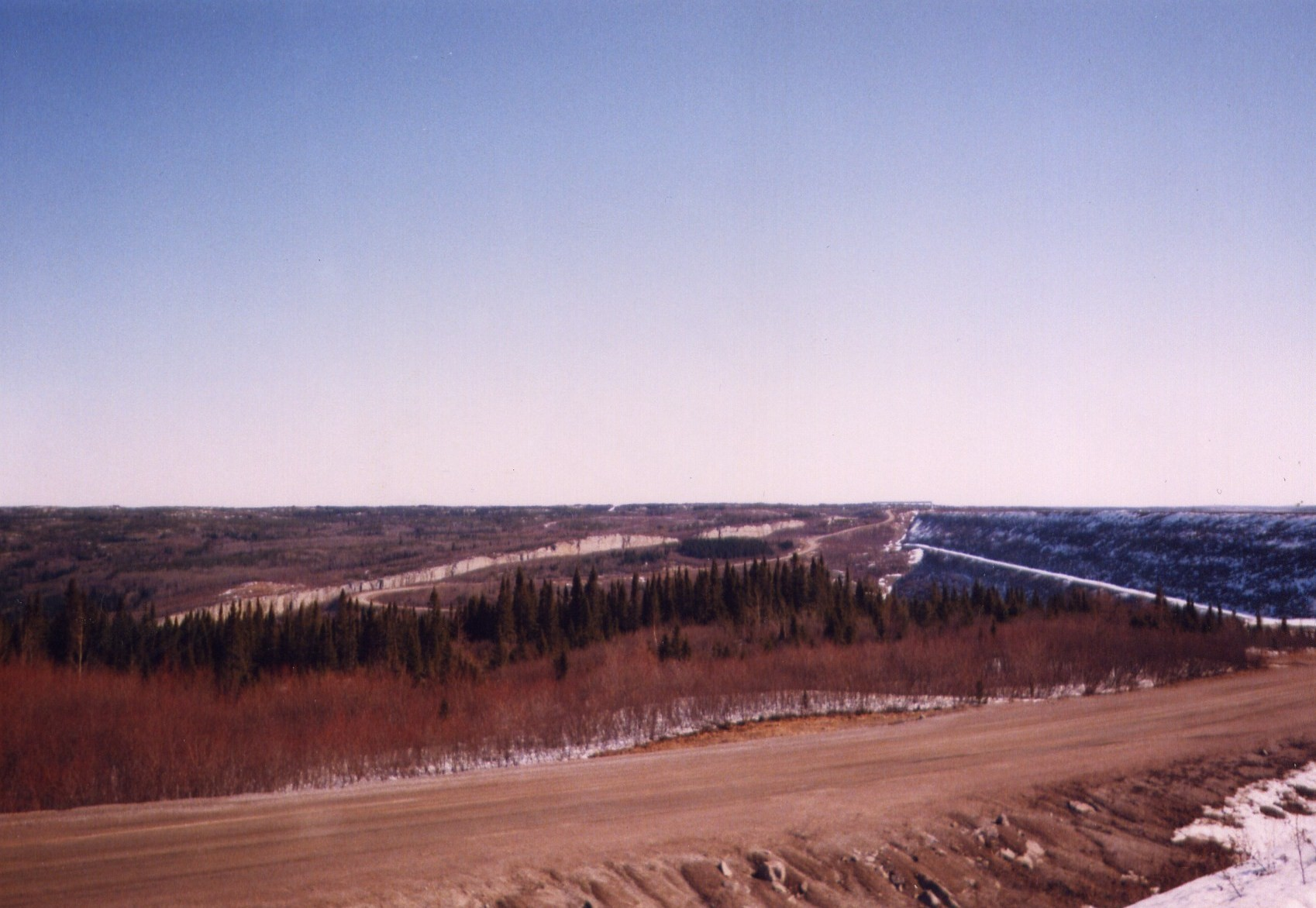
Staudamm La Grande-2; in der Mitte ist die Hochwasserentlastung zu sehen, am rechten Bildrand der Damm

Offen blieb die Frage, an welchem Standort das Projekt umgesetzt werden sollte, im NBR-Flusssystem oder am La Grande Rivière. Im Oktober 1970 beauftragte Hydro-Québec die Ingenieurunternehmen Rousseau, Sauvé, Warren (RSW) und Asselin, Benoît, Boucher, Ducharme et Lapointe (ABBDL), innerhalb eines halben Jahres einen entsprechenden Bericht auszuarbeiten. Zwar kamen beide Berichte zum Schluss, dass beide Standorte geeignet seien, doch waren sie sich über die bessere Lösung uneinig. RSW schlug den La Grande Rivière vor, während ABBDL sich für das weiter südlich gelegene NBR-Flusssystem aussprach. Neue Studien im Jahr 1971 schlossen das NBR-Projekt aus, da der lehmige Boden dieser Region zusätzliche technische Schwierigkeiten bereite.
Die Festlegung auf den La Grande Rivière wurde im Mai 1972 bekanntgegeben. Vorgesehen waren vier Kraftwerke an diesem Fluss sowie die Umleitung des Rivière Caniapiscau, des Rivière Opinaca und des Rivière Eastmain in das Einzugsgebiet des Grande Rivière, wodurch dessen Abflussmenge an der Mündung sich verdoppeln würde. Im Januar 1974 folgte die Veröffentlichung von Detailstudien. Gemäß diesen umfasste das Projekt ein Einzugsgebiet von 177.430 km² sowie vier Kraftwerke mit einer Leistung von insgesamt 10.190 MW, welche 67,8 TWh bei einem Nutzungsgrad von 80 % produzieren würden. In den folgenden Jahren erfuhr das Projekt mehrmals Anpassungen und 1978 teilte man es in zwei Realisierungsphasen.

## Umsetzung der ersten Phase

### Schaffung der Grundinfrastruktur

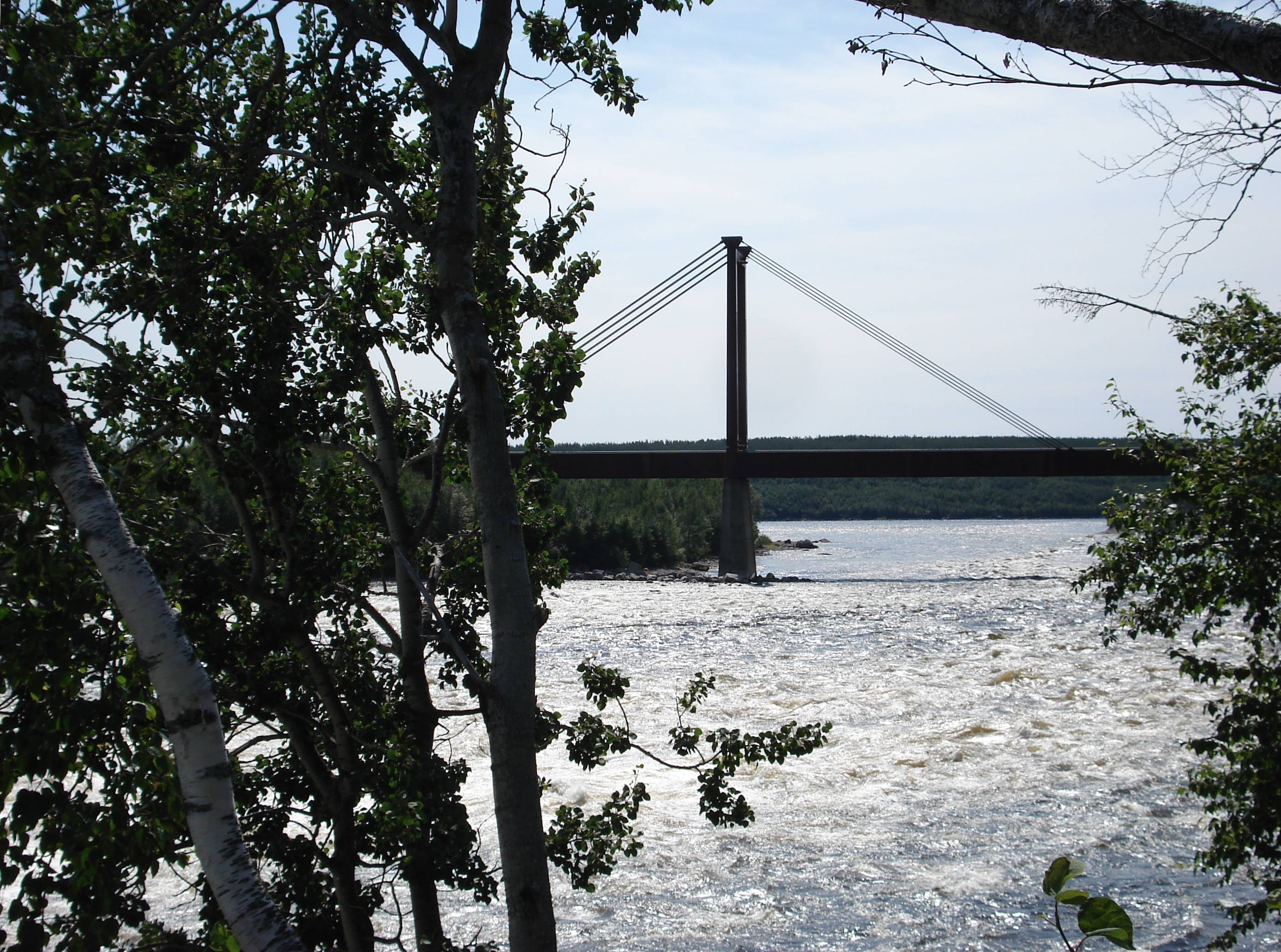
Brücke über den Rivière Rupert

Damit in der fast menschenleeren Gegend überhaupt ein Projekt dieser Größenordnung verwirklicht werden konnte, war die Schaffung einer Grundinfrastruktur notwendig. Nur über neu zu errichtende Zufahrtsstraßen konnten die schweren Maschinen für den Kraftwerkbau an die gewünschten Stellen gelangen. Im Juni 1971 begann im Bergbaustädtchen Matagami, 620 km südlich des La Grand Rivière, der Bau der Route de la Baie James. Den Zuschlag für diese Fernstraße und einen Abzweig nach Fort George an der Küste der James Bay erhielt das Unternehmen Desjardins, Sauriol et Associés. Die festgesetzte Frist war außergewöhnlich kurz: 450 Meilen (750 km) in 450 Tagen.
Landvermesser legten eine Route fest, woraufhin Holzfäller diese von Bäumen freiräumten. Parallel dazu wurde eine Eisstraße eingerichtet, um Baumaterial und -maschinen nach Norden zu transportieren. Ein erster Meilenstein war die Inbetriebnahme einer Brücke über den Rivière Rupert am 11. Februar 1972. Im Dezember 1972 erreichte die temporäre Straße den Grande Rivière. Die definitive Straße wurde am 20. Oktober 1974 offiziell eröffnet. Sie war zunächst gekiest und erhielt in den zwei folgenden Jahren einen Asphaltbelag. Die Kosten der Straße betrugen 348 Millionen kanadische Dollar. Zur Unterbringung der zahlreichen Bauarbeiter und Angestellten mitsamt ihren Familien entstand 1974 die Siedlung Radisson. 1981 folgte die Route Transtaïga zur Erschließung der Baustellen im Osten des Projektgebiets.

### Widerstand der Ureinwohner

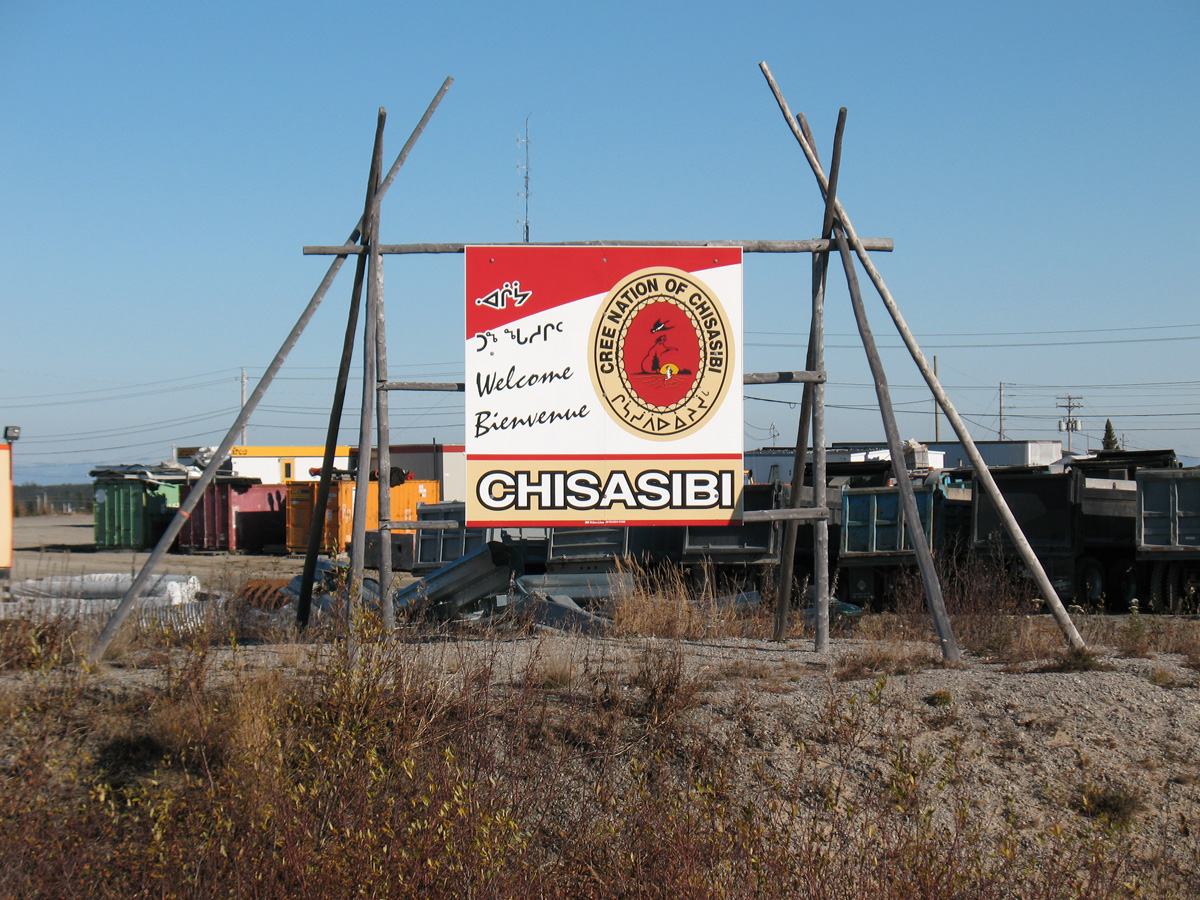
Die Cree-Siedlung Chisasibi nahe der Mündung des Grande Rivière

Die rund 5000 in der Region Jamésie lebenden Cree nutzten das Gebiet traditionell zum Jagen, Fischen und Fallenstellen. Bei den Planungen des Baie-James-Projekts waren ihre Bedürfnisse und Ansprüche jedoch weitgehend ignoriert worden. Es regte sich zunehmend Widerstand, auch bei den 3500 Inuit, die weiter nördlich lebten, sowie bei Umweltschutzorganisationen. Die Ureinwohner waren davon überzeugt, dass die Provinzregierung gegen ein Abkommen aus dem Jahr 1912 verstieß, indem sie rechtswidrig Enteignungen vornahm und die Zerstörung der traditionellen Jagd- und Fischgründe zuließ. Darüber hinaus waren die Ureinwohner erst über das wahre Ausmaß des Projekts informiert worden, als der Bau der Route de la Baie James bereits begonnen hatte.
Die Cree sicherten sich die Unterstützung von Jean Chrétien, dem Bundesminister für Indianerangelegenheiten, der ihren Rekurs vor Gericht finanzierte. Im November 1973 erwirkten sie eine Verfügung durch den Obersten Gerichtshof von Québec, die zu einem vorübergehenden Baustopp führte. Zwar hob der Oberste Gerichtshof von Kanada die Verfügung wieder auf, doch der Provinzregierung blieb keine andere Wahl, als mit den Ureinwohnern zu verhandeln. Nach fast zwei Jahre dauernden Verhandlungen unterzeichneten die Regierungen Québecs und Kanadas, die SEBJ und der Große Rat der Cree am 11. November 1975 das Abkommen der Baie James und des Quebecer Nordens. Das Abkommen, dem sich auch die Inuit und drei Jahre später die Naskapi anschlossen, sicherte den betroffenen Ureinwohnern finanzielle Entschädigungen, die Anerkennung von Landrechten, den Aufbau von Gesundheits- und Bildungseinrichtungen sowie die Selbstverwaltung in ihren Siedlungen zu.

### Bau von Kraftwerken und Übertragungsleitungen

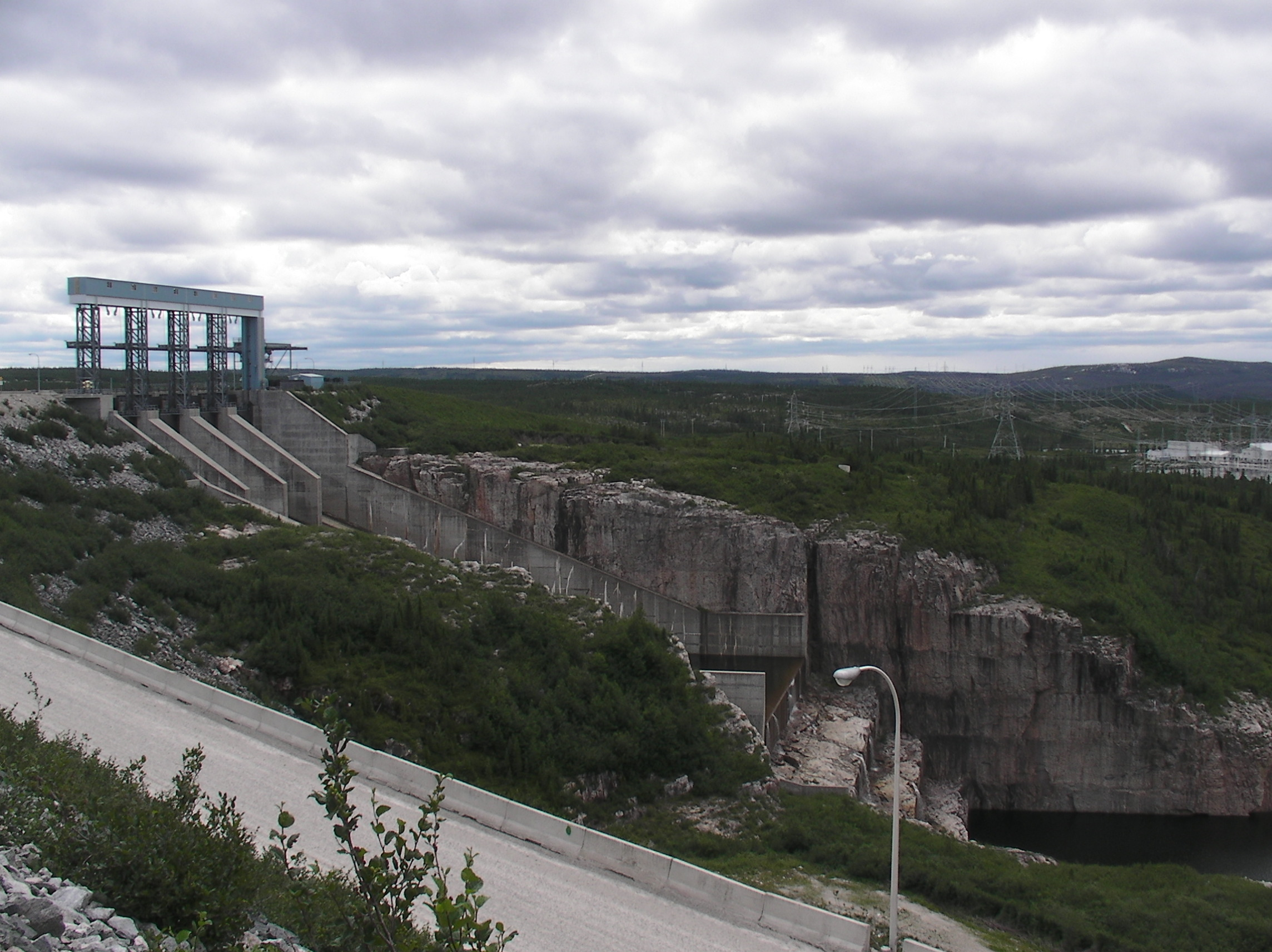
Hochwasserentlastung des Wasserkraftwerks La Grande-4

Im Mai 1973 begannen die Bauarbeiten am Kraftwerk La Grande-2, die bis Oktober 1979 andauerten. Die Inbetriebnahme erfolgte schrittweise bis Dezember 1981. Im Oktober 1996 wurden das Kraftwerk, der Damm und der dazugehörige Stausee zu Ehren von Robert Bourassa umbenannt, zwei Wochen nach dessen Tod. Das Kraftwerk Robert-Bourassa liegt 117 km von der Mündung des Grande Rivière entfernt. Es ist mit einer Leistung von 5616 MW das mit Abstand größte Kraftwerk Québecs und bildet das Herzstück des Baie-James-Projekts.
238 km von der Mündung entfernt entstand zwischen 1978 und 1983 das Kraftwerk La Grande-3, welches eine Leistung von 2417 MW erbringt. In den Jahren 1978 bis 1984 wurde das Kraftwerk La Grande-4 errichtet. Es liegt 463 km von der Mündung entfernt und erbringt eine Leistung von 2779 MW. Um den neu gebauten Kraftwerken noch mehr Wasser zuführen zu können, wurde der weiter südlich verlaufende Rivière Eastmain umgeleitet. Zu diesem Zweck staute man vor der Einmündung des Rivière Opinaca den Réservoir Opinaca auf. Der größte Teil des Wassers aus diesen beiden Flüssen fließt seither in den Réservoir Robert-Bourassa. Ein weiteres Umleitungsprojekt betraf den Rivière Caniapiscau am Oberlauf des La Grande-Komplexes. Der Fluss wurde zwischen 1981 und 1985 gestaut, wodurch der Caniapiscau-Stausee entstand, mit einer Fläche von 4318 km² das größte stehende Gewässer in Québec und der zweitgrößte Stausee Kanadas. Das Wasser wird seither überwiegend in den Rivière Laforge umgeleitet, einen Zufluss des Grande Rivière.
Die Distanz zwischen den Kraftwerken des Baie-James-Projekts und den Hauptabnehmern im Süden der Provinz Québec beträgt mehrere hundert Kilometer. Um den produzierten Strom zu den Verbrauchern zu transportieren, war deshalb der Bau eines umfangreichen Netzes von Umspannwerken und Hochspannungsleitungen erforderlich. Das Grundnetz umfasste fünf Leitungen mit einer Spannung von 735 kV und einer Länge von über 5300 km. Später kam eine sechste Leitung von 957 km Länge hinzu. Das Umspannwerk Radisson ist außerdem der Ausgangspunkt der HGÜ Québec–Neuengland, einer 450-kV-Hochspannungs-Gleichstrom-Übertragungsleitung, die in die Nähe von Boston in Massachusetts führt und dem Stromexport dient.

### Arbeitskonflikte

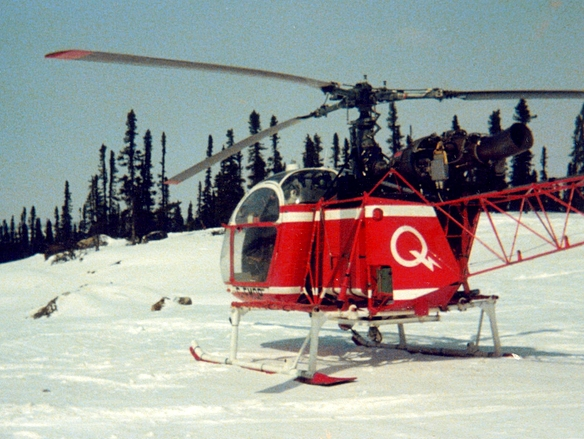
Hubschrauber zur Überwachung von Hochspannungsleitungen (1978)

Von 1977 bis 1981, auf dem Höhepunkt der Bautätigkeiten, waren zwischen 14.000 und 18.000 Arbeiter auf den verschiedenen Baustellen des Baie-James-Projekts beschäftigt. Hydro-Québec hatte in der Vergangenheit schlechte Erfahrungen mit Streiks gemacht, die sich als kostspielig erwiesen hatten. Die Unternehmensleitung suchte deshalb nach Möglichkeiten, den Arbeitsfrieden zu erhalten. Mit verschiedenen Kollektivvereinbarungen wollte sie einen Indexlohn für die nächsten zehn Jahre anbieten; im Gegenzug sollten die Gewerkschaften auf ihr Streikrecht verzichten. 1972 begannen Verhandlungen zwischen der Provinzregierung, Hydro-Québec und der Fédération des travailleurs du Québec (FTQ), jener Gewerkschaft, welche die Mehrheit der Arbeiter vertrat. Die Verhandlungen gerieten ins Stocken, als die FTQ die Forderung stellte, Anstellungen exklusiv mit eigenen Stellenvermittlungsbüros vornehmen zu dürfen. Hydro-Québec akzeptierte dies nicht und wollte diese Aufgabe weiterhin den staatlichen Stellenvermittlungsämtern überlassen. Die Verhandlungen endeten am 22. August 1973 schließlich ergebnislos, als die FTQ die Vertragsunterzeichnung verweigerte und auf ihr Streikrecht beharrte.
Auseinandersetzungen zwischen Mitgliedern der FTQ und der konkurrierenden Gewerkschaft Confédération des syndicats nationaux (CSN) mündeten am 21. März 1974 in der Saccage de la Baie James („Plünderung an der James Bay“). An der Baustelle des Kraftwerks La Grande-2 entwendete ein FTQ-Funktionär eine Planierraupe. Er zerstörte damit einen Wohnwagen und einen Schlafsaal, trennte die Wasserleitungen, kippte die drei Generatoren in der Arbeitersiedlung um und löste durch das Umkippen von Treibstoffbehältern einen Brand aus. Insgesamt betrug die Schadenssumme 30 Millionen Dollar. Die Zerstörung des Lagers zwang die SEBJ dazu, die Arbeiter innerhalb von 48 Stunden per Flugzeug zu evakuieren. 70 Personen blieben zurück, um die Beschädigungen zu begrenzen. Nach 55 Tagen konnten die Bauarbeiten am 8. Mai 1974 wieder aufgenommen werden. Noch im März setzte die Provinzregierung eine überparteiliche Untersuchungskommission unter dem Vorsitz des Richters Robert Cliche ein, der unter anderen der spätere kanadische Premierminister Brian Mulroney angehörte. Die Kommission, die im Mai 1975 ihren Schlussbericht präsentierte, deckte enge Verstrickungen der organisierten Kriminalität bei Gewerkschaften und Bauunternehmen auf.

## Umsetzung der zweiten Phase

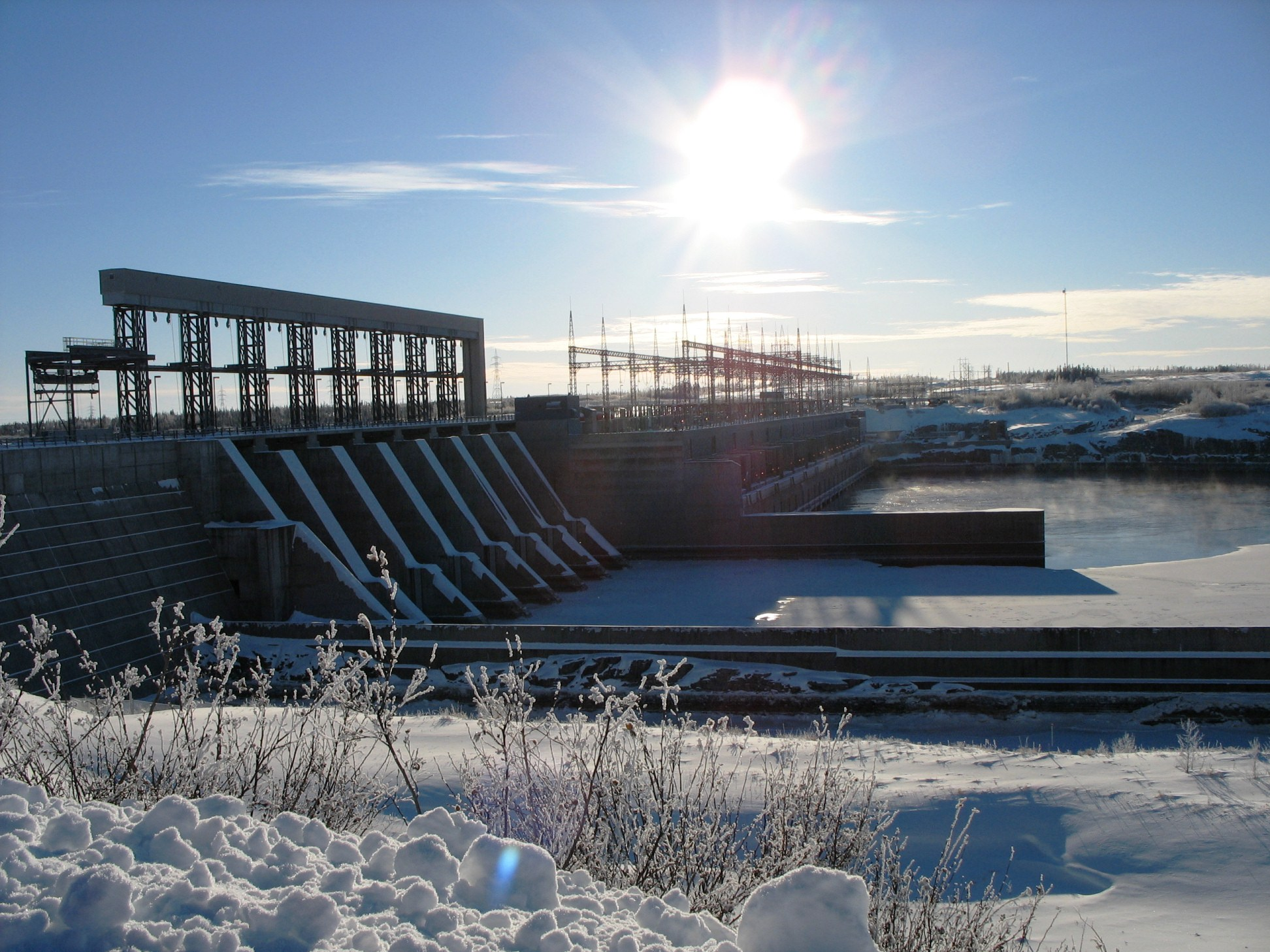
Kraftwerk La Grande-1

Verschiedene Faktoren trugen dazu bei, dass Hydro-Québec sich dazu entschloss, den Bau des La-Grande-Komplexes in zwei Phasen zu unterteilen. Beispielsweise konnten die Cree im 1975 unterzeichneten Abkommen der Baie James und des Quebecer Nordens die Forderung durchsetzen, dass der Standort des Kraftwerks La Grande-1 um 34 Kilometer flussaufwärts verschoben wurde, was eine vollständige Neuplanung erforderlich machte. Die Auswirkungen der Ölkrise, Fluktuationen in der gesamtwirtschaftlichen Nachfrage, die Inflation und der Wechselkurs des kanadischen Dollars fügten ein Element der Instabilität hinzu, was Voraussagen über die Nachfrage von Elektrizität erschwerte.
Die zweite Phase entstand zwischen 1987 und 1996, als fünf weitere Kraftwerke aufgeschaltet wurden: La Grande-1 (1436 MW), La Grande-2-A (2106 MW), Laforge-1 (878 MW), Laforge-2 (319 MW) und Brisay (469 MW). Die Unterzeichnung des „Friedens der Krieger“ (Paix des braves), der den Ureinwohnern weitere Rechte und finanzielle Entschädigungen zusicherte, war der Startschuss zu weiteren Kraftwerksbauten, die informell als „dritte Phase“ bezeichnet werden. Als erstes wurde 2006 das Kraftwerk Eastmain-1 in Betrieb genommen. Im Bau waren anschließend zwei Kraftwerke, Eastmain-1-A (768 MW) und Sarcelle (150 MW), verbunden mit einer teilweisen Umleitung des Rivière Rupert. Die Arbeiten wurden im Verlaufe des Jahres 2013 abgeschlossen.

## Nicht verwirklichte Teilprojekte

### Nottaway-Broadback-Rupert (NBR)
Die Erschließung des NBR-Flusssystems war 1971 zugunsten des Grande Rivière zurückgestellt worden. Der Bau von Kraftwerken in diesem Gebiet wurde jedoch 1975 im Abschnitt 8 des Abkommens der Baie James und des Quebecer Nordens als Möglichkeit offen gelassen. Vorgesehen war der die Errichtung von einem Dutzend Kraftwerken mit einer installierten Leistung von rund 8000 MW und einer jährlichen Produktion von 53 TWh. Am Rivière Rupert waren neun Staudämme vorgesehen, ebenso die Umleitung des Rivière Eastmain in den Rivière Rupert. Der Mistassinisee, der größte natürliche See Québecs, wäre in einen Stausee verwandelt worden.
Eine zusätzliche Studie im Jahr 1976 sah eine andere Variante vor. Gemäß dieser wären der Rivière Rupert und der Rivière Nottaway in den Rivière Broadback umgeleitet worden; elf Kraftwerke mit einer Leistung von 8700 MW hätten jährlich 46,5 TWh Energie produziert. 1990 griff Hydro-Québec das Projekt wieder auf, mit sieben Dämmen am Broadback und zwei am Oberlauf des Rupert. 2002 wurde das NBR-Projekt endgültig aufgegeben, zugunsten der Umleitung des Rupert in das Einzugsgebiet des Grande Rivière.

### Grande Baleine
Während der Umsetzung der zweiten Phase des Baie-James-Projekts machten die Provinzregierung und Hydro-Québec im Dezember 1985 ihre Absicht bekannt, am Grande rivière de la Baleine in der Region Nunavik drei neue Wasserkraftwerke errichten zu wollen. Außerdem sollten zwei kleinere Flüsse, der Petite rivière de la Baleine und der Rivière Coast, in den Grande rivière de la Baleine umgeleitet werden. Dadurch wären vier neue Stauseen mit einer Fläche von zusammen 1667 km² entstanden.
Das Vorhaben löste umgehend heftigen Widerstand aus. Die Cree reichten auf Provinz- und Bundesebene Klagen ein, um den Bau zu verhindern, ebenso in mehreren US-Bundesstaaten, um Stromexporte dorthin zu unterbinden. Sie brachten die Bundesregierung dazu, eine Umweltverträglichkeitsprüfung durchzuführen und erhielten Unterstützung von US-amerikanischen Umweltschutzorganisationen. Zusätzlich starteten sie in den Vereinigten Staaten und in Europa eine PR-Kampagne, in der sie das Grande-Baleine-Projekt, Hydro-Québec und Québec im Allgemeinen angriffen. Da die Kampagne aggressiv geführt wurde und nur wenige Monate nach der Oka-Krise und dem Scheitern des Meech Lake Accord erfolgte, hatte dies zur Folge, dass sich verschiedene Umweltgruppen in Québec von den Cree distanzierten. Der Umweltschützer David Cliche verglich die Aktionen einzelner US-amerikanischer Organisationen mit „ökologischem Kolonialismus“. Die Projektgegner erzielten im Bundesstaat New York einen Erfolg, als die New York Power Authority im März 1994 einen vier Jahre zuvor vereinbarten Liefervertrag mit Hydro-Québec in Höhe von fünf Milliarden US-Dollar kündigte. Im November 1994 gab Premierminister Jacques Parizeau von der Parti Québécois die Suspendierung des Grande-Baleine-Projekts bekannt und erklärte, es sei für die Deckung des Energiebedarfs von Québec nicht notwendig.

## Übersicht der Kraftwerke
Folgende Kraftwerke des Baie-James-Wasserkraftprojekt sind bis jetzt in Betrieb genommen worden:
| Kraftwerk       | Fluss               | Stausee                   | Typ        | Leistung | Turbinen | Fallhöhe | Inbetrieb- nahme |
| --------------- | ------------------- | ------------------------- | ---------- | -------- | -------- | -------- | ---------------- |
| La Grande-1     | La Grande Rivière   | Réservoir La Grande 1     | Laufwasser | 1436 MW  | 12       | 027,50 m | 1994–1995        |
| Robert-Bourassa | La Grande Rivière   | Réservoir Robert-Bourassa | Speicher   | 5616 MW  | 16       | 137,16 m | 1979–1981        |
| La Grande-2-A   | La Grande Rivière   | Réservoir Robert-Bourassa | Speicher   | 2106 MW  | 06       | 138,50 m | 1991–1992        |
| La Grande-3     | La Grande Rivière   | Réservoir La Grande 3     | Speicher   | 2417 MW  | 12       | 079,00 m | 1982–1984        |
| La Grande-4     | La Grande Rivière   | Réservoir La Grande 4     | Speicher   | 2779 MW  | 09       | 116,70 m | 1984–1986        |
| Laforge-1       | Rivière Laforge     | Réservoir Laforge-1       | Speicher   | 0878 MW  | 06       | 057,30 m | 1993–1994        |
| Laforge-2       | Rivière Laforge     | Réservoir Laforge-2       | Laufwasser | 0319 MW  | 02       | 027,40 m | 1996             |
| Brisay          | Rivière Caniapiscau | Caniapiscau-Stausee       | Speicher   | 0469 MW  | 02       | 037,50 m | 1993             |
| Eastmain-1      | Rivière Eastmain    | Réservoir de l’Eastmain 1 | Speicher   | 0507 MW  | 03       | 063,00 m | 2006             |
| Eastmain-1-A    | Rivière Eastmain    | Réservoir de l’Eastmain 1 | Speicher   | 0768 MW  | 03       | 063,00 m | 2011–2012        |
| Sarcelle        | Rivière Eastmain    |                           | Laufwasser | 0150 MW  | 03       | 016,10 m | 2013             |